# 隨機化回答
隨機化回答是進行問卷調查的一種特殊手法，可以一方面讓研究員搜集到公眾在敏感課題的情況或態度，而一方面個別受訪者可以保持私隱，是進行敏感課題研究時的一種折衷手法。

## 起源
隨機化回答最先由S.L. Warner在1965年提出1，目的是為了解決進行社會研究時涉及敏感問題才帶來的困難。在問卷調查中涉及受訪者的犯罪行為、越軌行為或性行為等情況，若使用傳統的直接發問方式，例如「請問你有沒有試過盜竊？」，不難想像得到的結果會是絕大部份受訪者回答「沒有」，或拒絕回答；因為沒有人願意直接承認自己曾經盜竊，研究結果的效度大為下降。
Warner提出的解決方法如下。假設總體人口可以分成Ａ和Ｂ兩類，研究人員若要知道Ａ佔人口的比例，可以設計一個劃分為兩個扇形的圓盤，在扇形上分別寫上Ａ和Ｂ，圓盤上有一指針，受訪者在訪問員不知情的情況下轉動指針，按指針自然停下的位置給出「是」或「否」的答案（例如：指針停在Ａ位置，受訪者是Ａ類人便答「是」，若是Ｂ類人則答「否」）。因為訪問員不知道指針停留位置，無論受訪者回答「是」或「否」，他都不會知道受訪者的真正類別，故此受訪者的私隱得到保障。
經隨機抽樣搜集足夠資料後，研究人員將知道回答「是」的比例({\displaystyle P_{Y}})；另一方面，受訪者在轉盤上轉得Ａ的概率和Ａ在轉盤上所佔的面積比例相等({\displaystyle p})。假設Ａ類人在人口所佔的比例為{\displaystyle P_{A}}，則：
- 回答「是」的概率等於Ａ類人把指針轉到Ａ的概率加上Ｂ類人把指針轉到Ｂ的概率：

{\displaystyle P_{Y}=p\times P_{A}+(1-p)\times (1-P_{A})}
- 重整算式：

{\displaystyle P_{A}={\frac {P_{Y}+p-1}{2p-1}}}
- 假設{\displaystyle p=0.7}，{\displaystyle P_{Y}=0.4}，代入算式：

{\displaystyle P_{A}={\frac {0.4+0.7-1}{2\times 0.7-1}}={\frac {0.1}{0.4}}=0.25}
故求得Ａ類人在人口中佔25%。

因為{\displaystyle p}是由研究人員自行設定，可以看到，若{\displaystyle p}設定為0.5，分母將變成0而不能算出{\displaystyle P_{A}}之值；若{\displaystyle p}設定為1，則無異於直接發問；若{\displaystyle p}設定在0.5和1之間，則可以計算出{\displaystyle P_{A}}。

## 改良
在Warner的設計中，受訪者無論抽到任何一個選項，都需要回答感敏問題；為更有效減低受訪者的焦慮，Greenberg在1969年提出了一種現在更常用的隨機化回答方法2。在這種方法下，訪問員向受訪者提供兩條問題，一條是敏感問題，另一條是非敏感問題；受訪者在訪問員不知情下通過抽籤方法以決定需要回答哪一條問題，由此保障私隱。這方法可由以下範例展示：
假設研究人員要知道某大學的學生曾有店舖盜竊的比率，可以先在兩張紙上各寫上一條問題：「你是否試過店舖盜竊？」和「你的學生編號最後一位數字是否1？」。研究人員準備10支木棒，其中7支是尖的，3支是圓的，放在黑布袋裏；在訪問時向受訪者展示兩條問題，然後要求受訪者伸手進入布袋隨手選一支木棒，若抽得尖的木棒便回答有關盜竊的問題，抽得圓的木棒便回答有關學生編號的問題。無論如何受訪者只需答「是」或「否」，無需交代抽到什麼木棒。
經隨機抽樣搜集足夠資料後，研究人員將知道回答「是」的比例({\displaystyle P_{Y}})；另一方面，受訪者抽得尖木棒的概率為0.7。因為學生編號是順序分配的，任何一個學生的編號最後一位數字為1的概率是0.1。假設曾店舖盜竊的學生比例為{\displaystyle P_{A}}，則：
- 回答「是」的概率等於曾店舖盜竊的學生抽到尖木棒的概率加上學生編號最後一位數字為1的學生抽到圓木棒的概率：

{\displaystyle P_{Y}=0.7\times P_{A}+0.3\times 0.1}
- 重整算式：

{\displaystyle P_{A}={\frac {P_{Y}-0.03}{0.7}}}
- 假設{\displaystyle P_{Y}=0.058}，代入算式：

{\displaystyle P_{A}={\frac {0.058-0.03}{0.7}}={\frac {0.028}{0.7}}=0.04}
故求得曾店舖盜竊的學生佔4%。

## 實例：港人在內地所生子女人數調查
1999年香港終審法院對港人在內地子女的居港權問題作出判決，香港特區政府為了評估合資格人數，政府統計處同年進行了有關港人內地所生子女數目的調查，當中便採用了隨機化回答的方式。
方式是用黑布袋內一定數量的有蓋和沒有蓋膠卷筒（港稱菲林筒）。受訪者隨機抽選膠卷筒，但無須表示抽中有蓋或沒有蓋的膠卷筒。
- 如果抽中有蓋的膠卷筒，回答在內地所生的子女數目
- 如果抽中沒有蓋的膠卷筒，回答過去一星期乘坐的士的次數

因為只有受訪者知道自己抽中有蓋還是沒有蓋的膠卷筒，只有受訪者知道他的答案，是「在內地所生的子女數目」還是「過去一星期乘坐的士的次數」。
得出結果後，政府根據事前掌握市民乘坐的士習慣的數據，推算另外一個未知變量，即港人在內地所生的子女數目。
政府統計處利用和以上類似的方法得出合資格居港人士達167萬之多。統計出的結果帶來很大爭議，有些是基於對政府動機的猜疑，有些是技術上的挑戰。但隨著全國人大常委會對有關問題釋法，合資格人士數目大減至20多萬，統計處結果的準確性已難以證實。345

## 限制
隨機化回答雖然是處理敏感問題的有效手段，但亦有一定限制：
1. 方法比較繁複，對教育程度低的受訪者可能難以明白過程的意義。
2. 當有其它人在場，受訪者可能不會如實作答。上述有關店舖盜竊的例子中，若有其它知道受訪者學生編號的人在場，受訪者為免私隱洩露便可能會無論抽到任何木棒也回答有關學生編號的問題。
3. 不能作任何相關分析。因為研究員不知道哪位學生回答哪條問題，便不能作出諸如「店舖盜竊和學業成績的關係」這類分析。

## 相關網站
- 烏特勒支大學　模擬隨機化回答訪問